# Pseudoselago langebergensis
Pseudoselago langebergensis är en flenörtsväxtart som beskrevs av O.M. Hilliard. Pseudoselago langebergensis ingår i släktet Pseudoselago och familjen flenörtsväxter. Inga underarter finns listade i Catalogue of Life.